# Ludvika kommun
Ludvika kommun är en kommun i Dalarnas län, där Ludvika är centralort.
Majoriteten av kommunens yta är täckt med skog. Dess berggrund utgörs till stor del av  järnmalmsförande leptiter – på sina håll med inslag av urkalksten. Området har en lång brukstradition som i början av 2020-talet hölls vid liv genom industrier inom ABB-koncernen och Spendrups Bryggeri AB. 
Sedan kommunen bildades och fram till början av 2000-talet var befolkningstrenden negativ, men trenden vände därefter och folkmängden ökade fram till åtminstone 2020. Socialdemokraterna var största parti i valen mellan åren 1970–2022. De har också varit en del av styret åtminstone åren 1994–2022.

## Administrativ historik
Kommunens område motsvarar socknarna Grangärde, Ludvika och Säfsnäs. I dessa socknar bildades vid kommunreformen 1862 landskommuner med motsvarande namn. 
Ludvika municipalsamhälle inrättades 18 oktober 1901 och upplöstes årsskiftet 1914/1915 när Ludvika köping bildades genom utbrytning ur Ludvika landskommun. Köpingen ombildades 1919 till Ludvika stad. Marnäs municipalsamhälle inrättades 13 december 1918 i Ludvika landskommun och Norrbärke landskommun och uppgick i Ludvika stad 1925. 
Kommunreformen 1952 påverkade inte indelningarna i området. 
Återstoden av Ludvika landskommun uppgick i Ludvika stad 1963. 
Ludvika kommun bildades vid kommunreformen 1971 av Ludvika stad samt Grangärde och Säfsnäs landskommuner.
Kommunen ingick från bildandet till 2001 i Ludvika domsaga. Kommunen ingår sedan 2001 i Falu domkrets.
Kommunen ingår sedan 2015 i Förvaltningsområdet för finska. 

## Geografi
Kommunen är till största delen belägen i de södra delarna av landskapet Dalarna. Vid gränsen till Ljusnarsbergs kommun finns dock ett mindre område som tillhör landskapet Västmanland. Kommunen gränsar i söder till Ljusnarsbergs kommun och Hällefors kommun i Örebro län, i väster till Filipstads kommun i Värmlands län, i norr till Vansbro kommun och Gagnefs kommun samt i öster till Borlänge kommun, Säters kommun och Smedjebackens kommun, alla i Dalarnas län.

### Topografi och hydrografi
Södra Dalarnas bergslag återfinns även i Ludvika kommun, vilka till stor del utgörs av järnmalmsförande leptiter. På några ställen förekommer urkalksten, exempelvis i kommunens nordöstra hörn, där den gett upphov till en rik flora. De högt belägna delarna är kuperade och täckt med morän som i sin tur är klädd med skog. Stora områden med myr breder ut sig i väster medan finkorniga uppodlade sediment återfinns i de lägre delarna, så som vid kring Grangärde i östra delen av kommunen. Bevarade smältvattenrännor från inlandsisens avsmältning återfinns vid Persbo dälder i  Persbo. Dessa mynnar vid högsta kustlinjen (cirka 190 meter över havet). Den tydligast markerade rullstensåsen är Grangärdesåsen.
Nedan presenteras andelen av den totala ytan 2020 i kommunen jämfört med riket.
|  | Bebyggelse (3,6 %) |

|  | Skog (88,7 %) |

|  | Öppen myrmark (6,1 %) |

|  | Jordbruksmark (0,6 %) |

|  | Övrig mark (1,0 %) |

|  | Bebyggelse (3,1 %) |

|  | Skog (68,0 %) |

|  | Öppen myrmark (7,2 %) |

|  | Jordbruksmark (7,4 %) |

|  | Övrig mark (14,3 %) |

### Naturskydd
År 2023 fanns 20 naturreservat i Ludvika kommun. Bland dessa Hån, som bildades 2007. I området har decennier av djur som betar lett till en artrikedom som inkluderar liten blåklocka, prästkrage och ärenpris men också mer sällsynta växter som slåtterblomma, blodrot och bockrot. Ett annat exempel är Långmyran som ligger på ett område med kalksten. Området blev naturreservat 2017. På en begränsad yta i halvöppen högörtsgranskog växer där den fridlysta orkidén guckusko.

### Administrativ indelning
Fram till 2016 var kommunen för befolkningsrapportering indelad i två församlingar: Gränge-Säfsnäs församling och Ludvika församling.

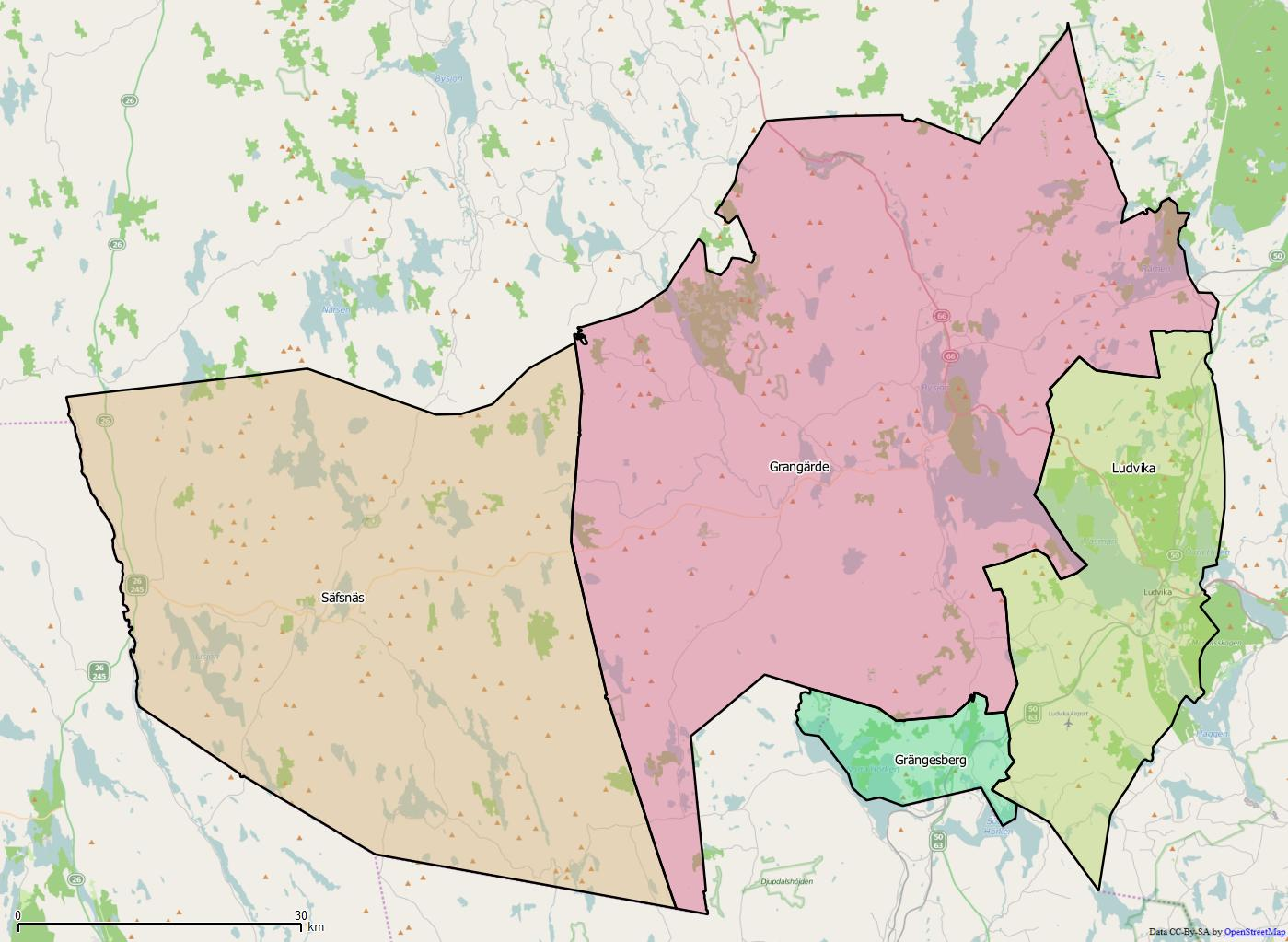
Distrikt inom Ludvika kommun.

Från 2016 indelas kommunen istället i fyra distrikt: Grangärde, Grängesbergs, Ludvika och Säfsnäs.

### Tätorter
Vid tätortsavgränsningen av Statistiska centralbyrån den 31 december 2015 fanns det 14 tätorter i Ludvika kommun.
| Nr | Tätort             | Befolkning |
| -- | ------------------ | ---------- |
| 1  | Ludvika (del av)   | 15 245     |
| 2  | Grängesberg        | 2 146      |
| 3  | Nyhammar           | 1 052      |
| 4  | Grängesberg västra | 1 022      |
| 5  | Sörvik             | 699        |
| 6  | Saxdalen           | 620        |
| 7  | Sunnansjö          | 614        |
| 8  | Håksberg           | 449        |
| 9  | Gonäs              | 341        |
| 10 | Fredriksberg       | 297        |
| 11 | Västansjö          | 290        |
| 12 | Fredriksberg östra | 283        |
| 13 | Blötberget         | 259        |
| 14 | Hörks hage         | 206        |

Centralorten är i fet stil.

## Styre och politik

### Styre
Ludvika styrdes under mandatperioden 2014–2018 av de rödgröna. Efter valet 2018 bildades ett blocköverskridande styre bestående av Socialdemokraterna, Moderaterna, Liberalerna och Kristdemokraterna. Liberalerna lämnade koalitionen efter valet 2022, då de tre övriga partierna fortsatte att styra vidare.
| 1994–1998 | S |   |    |    |
| 1998–2002 | S |   |    |    |
| 2002–2006 | S | V |    |    |
| 2006–2010 | S | V |    |    |
| 2010–2014 | S | V |    |    |
| 2014–2018 | S | V | MP |    |
| 2018–2022 | S | M | L  | KD |
| 2022–2026 | S | M | KD |    |

Källa: 

### Kommunfullmäktige

#### Presidium
| Presidium 2022–2026    | Presidium 2022–2026 | Presidium 2022–2026 |
| ---------------------- | ------------------- | ------------------- |
| Ordförande             | S                   | Anna-Lena Andersson |
| Förste vice ordförande | M                   | Torbjörn Tomtlund   |
| Andre vice ordförande  | C                   | Yngve Thorné        |

#### Mandatfördelning 1970–2022
| 4 | 30 | 9 | 5 | 3 |

| 39 | 12 |

| 5 | 28 | 11 | 3 | 4 |

| 40 | 11 |

| 4 | 29 | 10 | 3 | 5 |

| 36 | 15 |

| 6 | 30 | 8 |  | 5 |

| 36 | 15 |

| 6 | 32 | 6 |  | 6 |

| 35 | 16 |

| 7 | 26 | 4 | 6 | 3 | 5 |

| 36 | 15 |

| 6 | 25 | 7 | 6 |  | 5 |

| 36 | 15 |

| 3 | 29 | 4 |  | 5 | 3 | 6 |

| 30 | 21 |

| 5 | 30 |  | 4 | 3 |  | 5 |

| 29 | 22 |

| 10 | 25 |  | 3 | 4 |  | 5 |

| 29 | 22 |

| 6 | 22 | 2 | 3 | 2 | 3 | 2 | 5 |

| 25 | 20 |

| 4 | 24 |  |  | 3 | 3 |  |  | 7 |

| 28 | 17 |

| 4 | 22 | 2 | 2 | 2 | 2 | 2 | 9 |

| 25 | 20 |

| 4 | 17 | 3 |  | 7 | 2 |  | 10 |

| 24 | 21 |

| 4 | 15 | 2 |  | 7 | 4 |  |  | 10 |

| 28 | 17 |

| 4 | 14 | 2 |  | 7 | 4 |  | 2 | 10 |

| 25 | 20 |

### Nämnder

#### Kommunstyrelse
| Presidium 2023–2026    | Presidium 2023–2026 | Presidium 2023–2026 |
| ---------------------- | ------------------- | ------------------- |
| Ordförande             | S                   | Leif Pettersson     |
| Förste vice ordförande | M                   | HåGe Persson        |
| Andre vice ordförande  | C                   | Sarah Hjälm         |

#### Övriga nämnder
| Nämnder 2022–2026                      | Ordförande | Ordförande             | Vice ordförande | Vice ordförande   | Andre vice ordförande | Andre vice ordförande |
| -------------------------------------- | ---------- | ---------------------- | --------------- | ----------------- | --------------------- | --------------------- |
| Kultur- och samhällsutvecklingsnämnden | S          | Sören Finnström        | M               | Staffan Bruzelius | V                     | Sten G Johansson      |
| Miljö- och byggnadsnämnden             | KD         | Ann-Christin Anderberg | S               | Ivan Eriksson     | C                     | Anders Räms           |
| Social- och utbildningsnämnden         | M          | Håkan Frank            | S               | Henrik Samdahl    | C                     | Yngve Thorné          |
| Vård- och omsorgsnämnden               | S          | Åsa Bergkvist          | M               | Helena Karlsson   | V                     | Lars Handegard        |
| Valnämnden                             | S          | Mohammed Alkazhami     | M               | Jan Lindeberg     |                       |                       |

### Vänorter

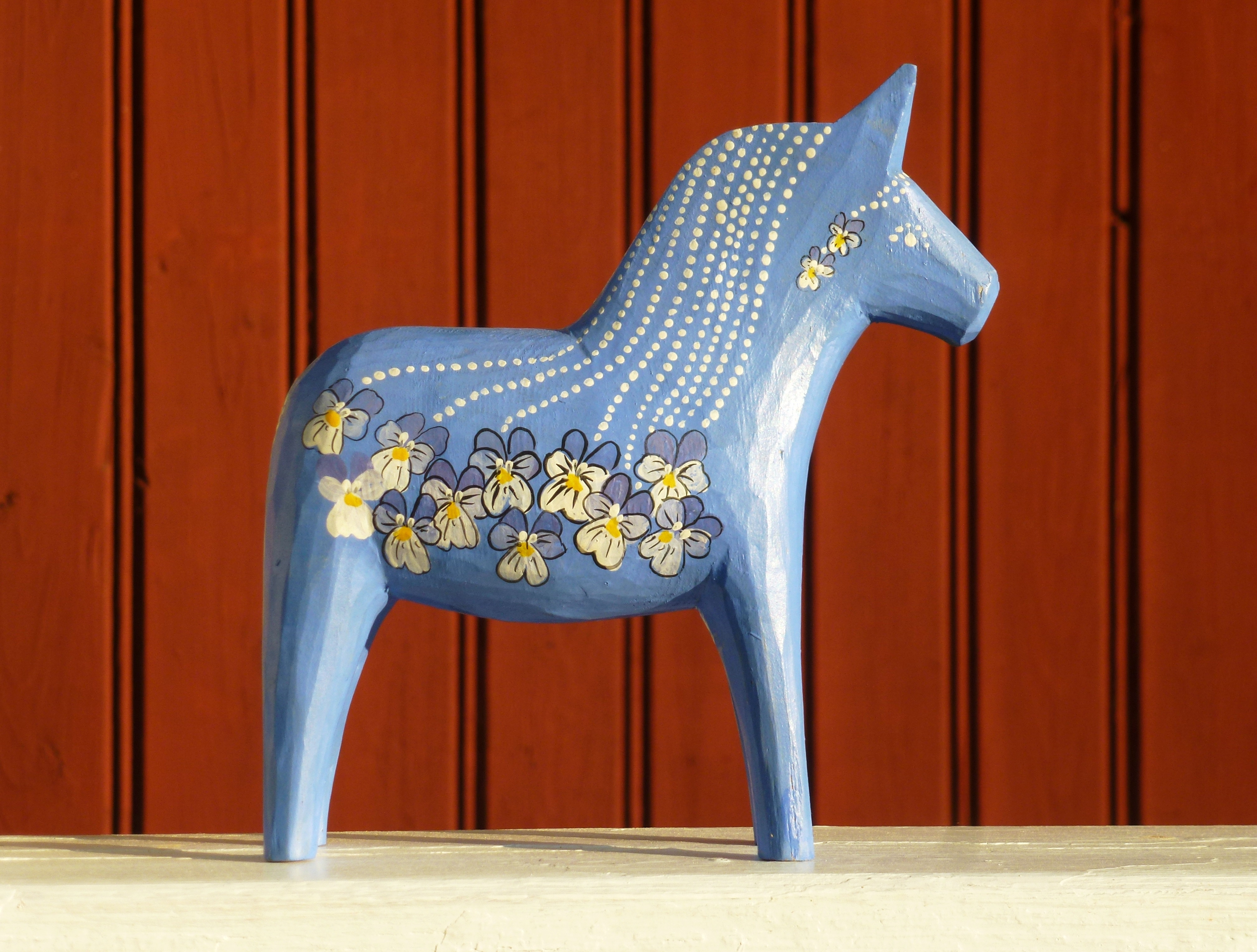
Ludvikahästen, tillverkas sedan 1980-talets mitt.

- Bad Honnef, Tyskland
- Imatra, Finland

## Ekonomi och infrastruktur

### Näringsliv
Från Gustav Vasas tid härstammar traditionerna av bruk. Som exempel kan nämnas kronobruket vid Ludvika ström som främst tillverkade stångjärn och gjutjärnsprodukter. I början av 2020-talet var det lokala näringslivet präglat av en betydande industri med ABB-koncernen – med bland annat tillverkning av anläggningar för kraftöverföring – och Spendrups Bryggeri AB i spetsen.

### Infrastruktur

#### Transporter
Från norr till söder genomkorsas kommunen av riksväg 50 och från sydost till nordväst av riksväg 66, varifrån länsväg 245 tar av åt väster vid Sunnansjö. Kommunens västra del genomkorsas i nord-sydlig riktning av riksväg 26. I Ludvika möts Bergslagsbanan som genomkorsar kommunen i nord-sydlig riktning mellan Frövi och Falun samt Bergslagspendeln som utgår från Ludvika i östlig riktning mot Fagersta. Båda sträckningarna trafikeras av regiontågen Tåg i Bergslagen.

## Befolkning

### Befolkningsutveckling
Kommunen har 26 634 invånare (31 december 2024), vilket placerar den på 100:e plats avseende folkmängd bland Sveriges kommuner. 
| Befolkningsutvecklingen i Ludvika kommun 1970–2020                                                              | Befolkningsutvecklingen i Ludvika kommun 1970–2020 | Befolkningsutvecklingen i Ludvika kommun 1970–2020 | Befolkningsutvecklingen i Ludvika kommun 1970–2020 | Befolkningsutvecklingen i Ludvika kommun 1970–2020 |
| --- | -------------------------------------------------- | -------------------------------------------------- | -------------------------------------------------- | -------------------------------------------------- |
| |                                                    |                                                    |                                                    |                                                    |
| År |                                                    |                                                    | Folkmängd                                          |                                                    |
| 1970 | 1970                                               |                                                    | 33 245                                             |                                                    |
| 1975 | 1975                                               |                                                    | 33 069                                             |                                                    |
| 1980 | 1980                                               |                                                    | 31 695                                             |                                                    |
| 1985 | 1985                                               |                                                    | 29 907                                             |                                                    |
| 1990 | 1990                                               |                                                    | 29 421                                             |                                                    |
| 1995 | 1995                                               |                                                    | 28 176                                             |                                                    |
| 2000 | 2000                                               |                                                    | 26 450                                             |                                                    |
| 2005 | 2005                                               |                                                    | 25 537                                             |                                                    |
| 2010 | 2010                                               |                                                    | 25 810                                             |                                                    |
| 2015 | 2015                                               |                                                    | 26 362                                             |                                                    |
| 2020 | 2020                                               |                                                    | 26 604                                             |                                                    |
| Anm: Uppgifterna avser förhållandena den 31 december enligt den kommunala indelningen den 1 januari året efter. |                                                    |                                                    |                                                    |                                                    |

## Kultur

### Museum
Ekomuseum Bergslagen utgörs av ett 70-tal industrihistoria sevärdheter och sträcker sig från Grangärde finnmark i Dalarna till Mälardalen i Västmanland. Bland Ekomuseum Bergslagens sevärdheter i Ludvika kommun hör:
| Ekomuseum Bergslagen i Ludvika kommun |
| --- |
| - Bränntjärnstorpet - Grangärde kyrkby - järnbruket Gravendal - bruksmiljön på Hammarbacken - Lekombergs gruva - Skattlösberg med Luossastugan - järnbruket Strömsdal - Mårtens & Kullens kyrkstigar - Nyhammars herrgård - Ludvika gammelgård och gruvmuseum. - Cassels donation. - Klenshyttan. - Lokmuseet i Grängesberg. - Bruksbostäder Stora Hagen, Grängesberg. - Utsikt över sjön Väsman från Lekombergs gruva med "Hoppets båt" i förgrunden. - Bruksbostäder i Nyhammar. |
Andra museer i kommunen är exempelvis Dan Andersson-museet i Ludvika och Grangärde hembygdsgård. Bland arbetslivsmuseer återfinns Grängesbergs gruvor,  Lombergshjulet, Motor & nostalgimuseet samt Sörviksbygdens kulturförening.

### Kulturarv

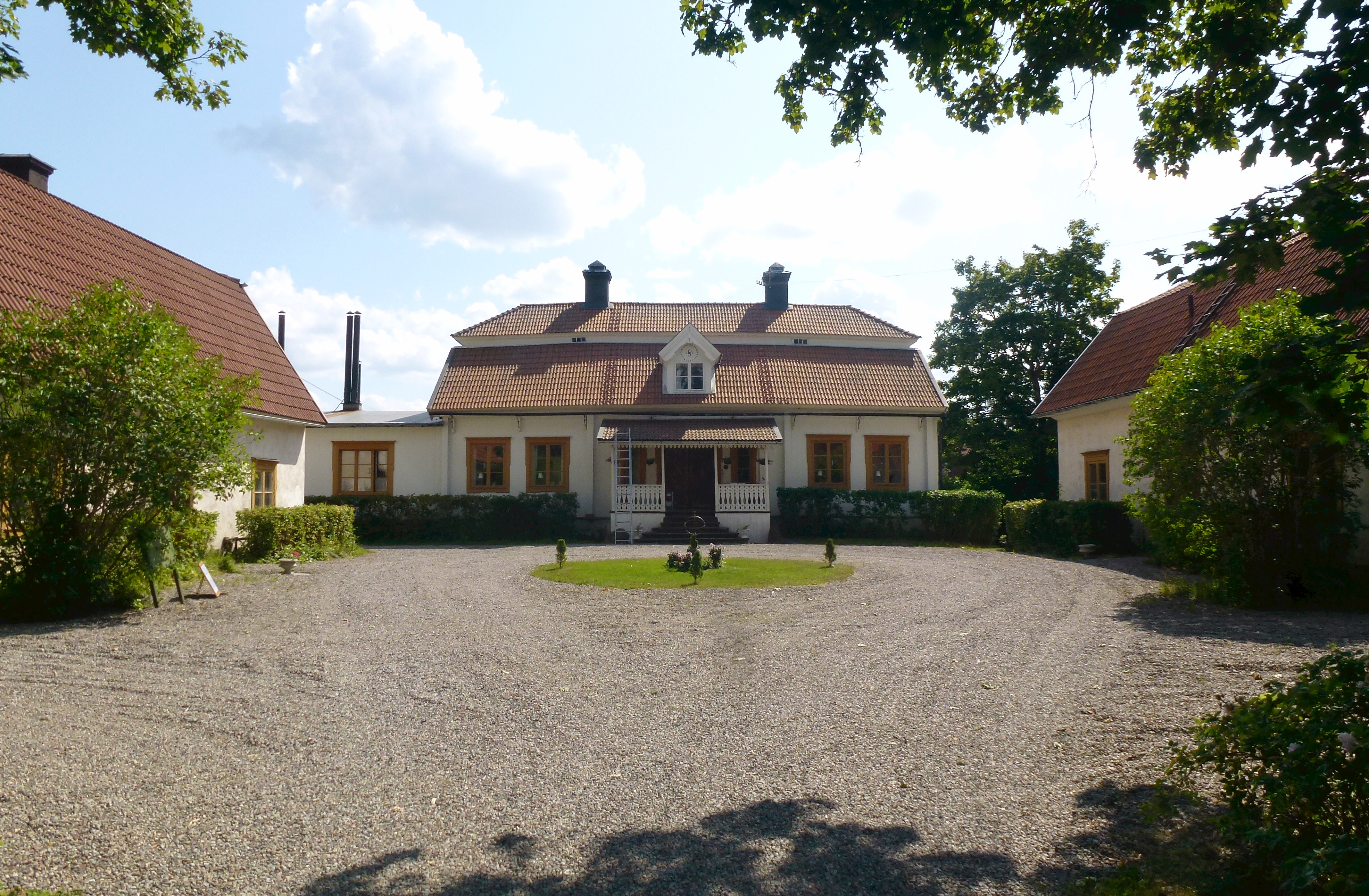
Sunnansjö herrgård.

År 2023 fanns nio byggnadsminnen i Ludvika kommun. Bland dessa Gonäs bergsmansgård, Grangärde prästgård och Sunnansjö herrgård.

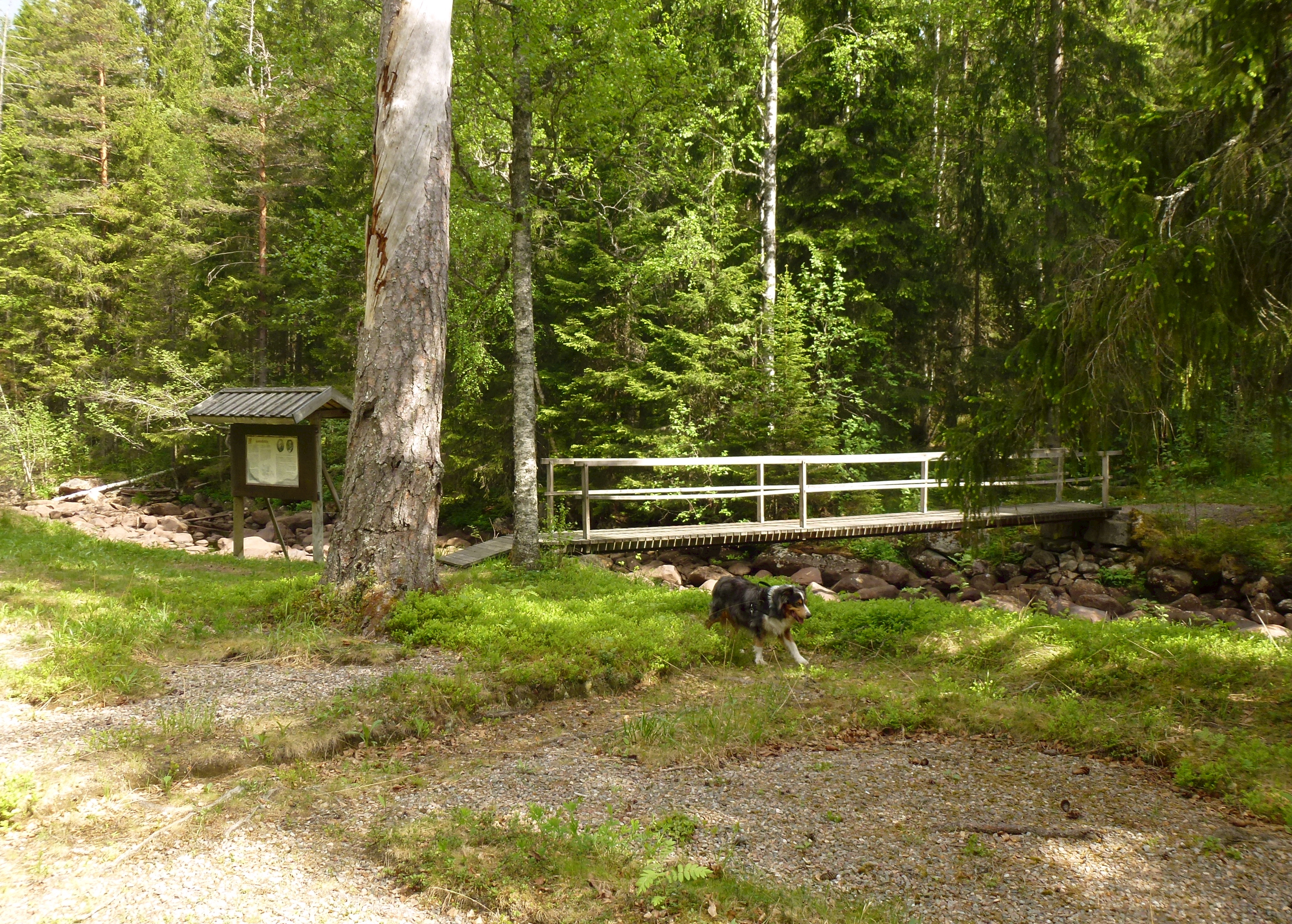
Gungholmen vid Nya Prästhyttan i Ludvika kommun (2013).

I Grangärde finnmark ingår den naturminnesmärkta parken Gungholmen som ligger på en ö i Pajsoån. Den nyttjades som rekreationsområde av familjer från Ludvika bruk och Nya Prästhyttan.
I kommunen finns också Västansjö hytta som anses vara den äldsta bevarade mulltimmerhyttan i Västerbergslagen.

### Kommunvapen
Blasonering: På blått fält en bandvis ställd ström av silver, belagd med en antik åska av fältets färg samt åtföljd på vardera sidan av en lilja av guld.
Ludvika kommunvapen fastställdes från början för Ludvika stad år 1920. Strömmen och blixten syftar på Ludvika ström och kraftutvinningen. Liljorna kommer från släkterna Lillies och Cedercreutz vapen, som båda spelat roll för ortens uppkomst. När kommunen hade bildats 1971 bestämdes att den skulle överta stadsvapnet och det registrerades hos PRV år 1974. Som brukligt var i Dalarna hade även de tidigare landskommuner som kom att ingå i den nya kommunen egna vapen, vilkas giltighet upphörde.